# Obenflachsberg
Obenflachsberg ist ein aus einer Hofschaft hervorgegangener Wohnplatz in der bergischen Großstadt Solingen.

## Lage und Beschreibung
Obenflachsberg liegt im Solinger Stadtteil Gräfrath südlich der Gräfrather Altstadt. Der Ort liegt an einem nördlichen Talhang des Hillersbachs, der bei Nümmen in den Nümmener Bach mündet. Nach Osten wird der Ort durch die Wuppertaler Straße begrenzt, die als Bundesstraße 224 klassifiziert ist. Östlich liegt das Gewerbe- und Industriegebiet Flachsberg, im Südosten befindet sich eine Produktionsstätte des Süßwarenunternehmens Haribo. Westlich führt der Radwanderweg Korkenziehertrasse an Obenflachsberg vorbei.
Benachbarte Orte sind bzw. waren (von Nord nach West): Bergerbrühl, Dyck, Rauenhaus, Ringelshäuschen, Zentral, Foche, Focher Dahl, Untenflachsberg und Tummelhaus.

## Etymologie
Die Herkunft des Ortsnamens Flachsberg ist nicht eindeutig geklärt. Denkbar ist eine Entlehnung von der gleichnamigen Pflanze, also dem Gemeinen Lein (Flachs), oder auch der Familienname Flach. Ebenfalls vorstellbar ist eine Deutung als flacher Berg.

## Geschichte
Einer der beiden Höfe Flachsberg muss bereits im Jahre 1482 bestanden haben, als in einem Dokument der Walder Kirche von einem Isaak Weck zu Flachsberg die Rede ist, der der Kirche eine Rente schuldet. Obenflachsberg gehörte zur Honschaft Ketzberg innerhalb des Amtes Solingen. In der Karte von Erich Philipp Ploennies aus dem Jahre 1715 ist nur ein als Flaxberg bezeichneter Hof verzeichnet, der sich etwa in Höhe von Untenflachsberg befindet. In der Topographischen Aufnahme der Rheinlande von 1824, der Preußischen Uraufnahme von 1844 und in der Topographischen Karte des Regierungsbezirks Düsseldorf von 1871 sind jeweils beide Flachsberger Höfe verzeichnet, wovon nur der südliche (Obenflachsberg) als Flachsberg bezeichnet wird. Um 1815 wurde am Ort die Altstraße von Vohwinkel über Gräfrath nach Solingen zur Provinzialstraße Essen–Solingen ausgebaut, die heutige Bundesstraße 224.
Nach Gründung der Mairien und späteren Bürgermeistereien Anfang des 19. Jahrhunderts gehörte Obenflachsberg zur Bürgermeisterei Gräfrath. 1815/16 lebten 218 Einwohner in den beiden Flachsberger Höfen, 1830 im als Weiler bezeichneten Ort bereits 258 Menschen. Der Ort wurde zu dieser Zeit aufm Flachsberg genannt. 1832 waren die Flachsberger Höfe weiterhin Teil der Honschaft (Ketz-)Berg innerhalb der Bürgermeisterei Gräfrath.  Die beiden nach der Statistik und Topographie des Regierungsbezirks Düsseldorf als Hofstadt kategorisierten Flachsberger Höfe besaßen 1832 ein öffentliches Gebäude, 35 Wohnhäuser, 18 Fabriken bzw. Mühlen und 34 landwirtschaftliche Gebäude. Zu dieser Zeit lebten 246 Einwohner im Ort, davon 35 katholischen und 211 evangelischen Bekenntnisses. Die Gemeinde- und Gutbezirksstatistik der Rheinprovinz führt für beide Orte 1871 65 Wohnhäuser und 491 Einwohnern auf. Im Gemeindelexikon für die Provinz Rheinland werden 1885 für Obenflachsberg 61 Wohnhäuser mit 377 Einwohnern angegeben. 1895 besitzt der Ort 59 Wohnhäuser mit 349 Einwohnern, 1905 werden 65 Wohnhäuser und 459 Einwohner angegeben.

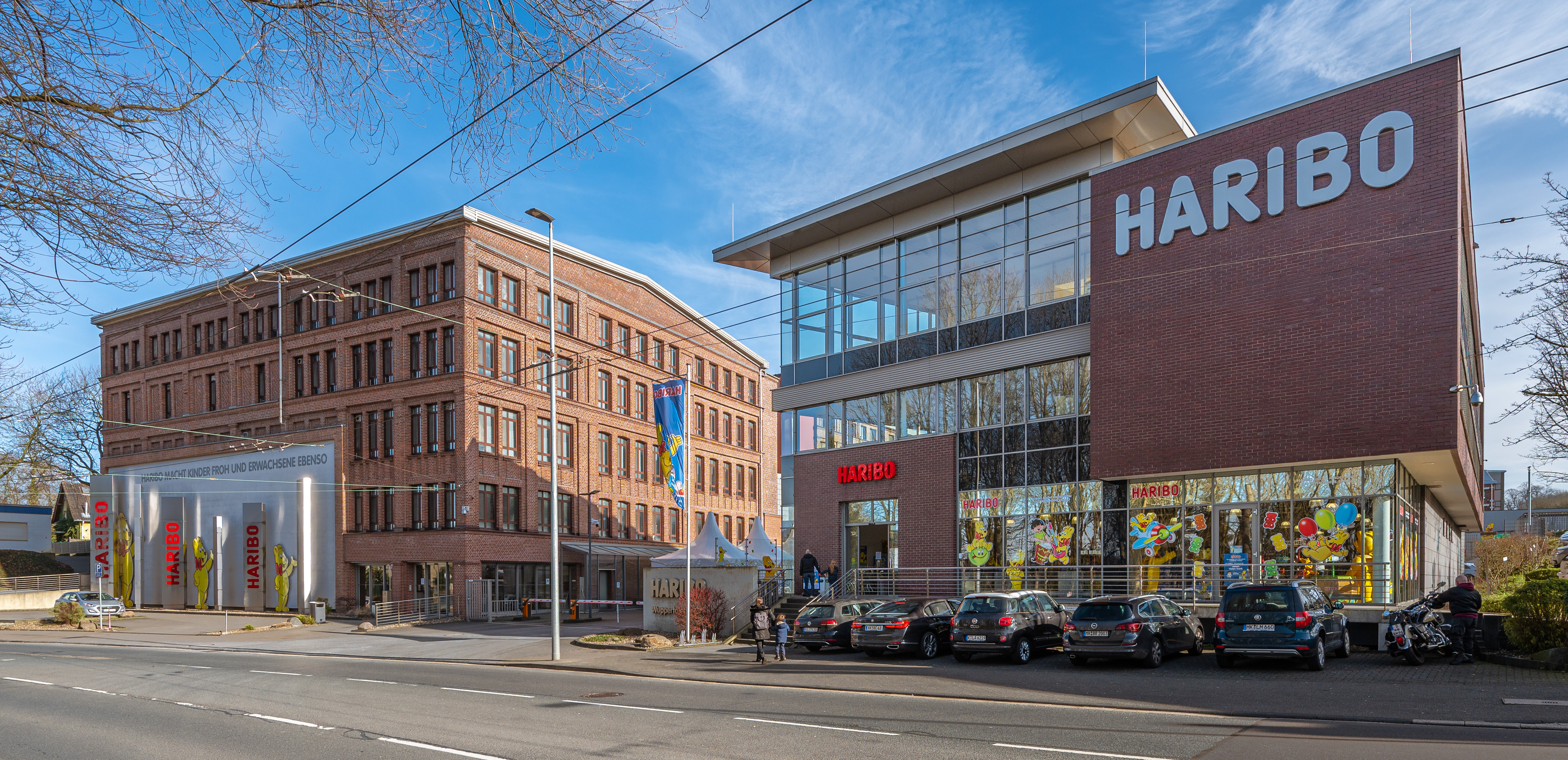
Haribo-Werk am Obenflachsberg

Im Jahre 1885 wurde das Unternehmen Dampf-Chocoladen & Zuckerwarenfabrik Gebr. Hillers von den Brüdern Albert Hillers und Johann Wilhelm Hillers am Obenflachsberg gegründet. Das Unternehmen machte sich in späteren Jahren vor allem mit der Fertigung von Pfefferminz-Bonbons einen Namen. Nach wirtschaftlichen Schwierigkeiten musste der Betrieb im Jahre 1974 Insolvenz anmelden. Heute ist der ehemalige Firmensitz ein Produktionsstandort der Firma Haribo, die das Unternehmen nach dem Konkurs übernommen hatte.
Im Jahre 1887 wurde am Ort vorbei die Bahnstrecke Solingen–Wuppertal-Vohwinkel trassiert. Mit der Städtevereinigung zu Groß-Solingen im Jahre 1929 wurde Obenflachsberg ein Ortsteil Solingens. Von den vielen, teils verschieferten Fachwerkhäusern, die noch heute in Obenflachsberg stehen, stehen seit 1984 sechs unter Denkmalschutz.